# Бенфіка Цумеб
Бенфіка Цумеб Футбол Клуб або просто Бенфіка Цумеб (англ. Benfica Tsumeb Football Club) — професіональний футбольний клуб з Намібії, який представляє місто Цумеб.

## Історія
Футбольний клуб «Бенфіка Цумеб» було засновано в 1963 році в місті Цумеб, в провінції Ошикото. В 1977 році команда взяла участь в розіграші Ліги чемпіонів КАФ. В 1987 році команда досягла найкращого результату в своїй історії, перемігши в Прем'єр-лізі.

## Досягнення
- Прем'єр-ліга
  -  Чемпіон (1): 1987

- Чемпіонат провінції Ошикото з футболу
  -  Чемпіон (2): 2010/2011 та 2011/2012

## Відомі гравці
- Тімоті Іпінге (в 2006 році виступав у складі національної збірної)